# Baia di Roses
La Baia di Roses è la baia più a nord-est della Costa Brava in Spagna.
La baia misura 16 km di larghezza ed è formata dalla valle del fiume Fluvià e contiene anche gli estuari dei fiumi Manol e Muga. La zona è spesso interessata da un forte vento di tramontana.
La baia contiene le località di Roses, Castelló d'Empúries, Empuriabrava, Sant Pere Pescador, Empúries e L'Escala.
La baia fu originariamente colonizzata dai greci che crearono un avamposto commerciale a Empúries, che divenne una città romana prima di essere abbandonata a seguito delle incursioni dei pirati vichinghi e saraceni.
La zona è stata una palude malarica per gran parte del Medioevo finché non venne bonificata a scopi agricoli nel XIX secolo. Importante luogo di svernamento per gli uccelli viaggiatori, la palude fa oggi parte del parco naturale Aiguamolls de l'Empordà.
A nord, affacciato sulla baia, si trova il parco naturale del Cap de Creus.
La baia ospitava anche il ristorante catalano ElBulli.